# Summer Festival 2013
La prima edizione del Summer Festival (denominata Music Summer Festival - Tezenis Live) è andata in onda ogni giovedì dal 4 al 25 luglio 2013 su Canale 5 e in radio su RTL 102.5 per quattro puntate con la conduzione di Alessia Marcuzzi, affiancata da Angelo Baiguini e Simone Annicchiarico, mentre gli inviati dal backstage sono stati Andrea Dianetti e Diana Del Bufalo. Le puntate sono state registrate tra il 27 e il 30 giugno 2013.
Le sigle sono state Pronto a correre di Marco Mengoni, Nena di Zucchero e Fino all'estasi di Eros Ramazzotti e Nicole Scherzinger.

## Giovani
| Cantante           | Brano in gara                | Puntate | Puntate | Puntate | Puntate |
| Cantante           | Brano in gara                | 1       | 2       | 3       | 4       |
| Clementino         | 'O vient                     |         | N.D.    |         |         |
| Greta Manuzi       | L'estate                     | N.D.    |         |         |         |
| Antonio Maggio     | Anche il tempo può aspettare |         | N.D.    |         |         |
| Andrea Nardinocchi | Persi insieme                | N.D.    |         |         |         |
| Bianca Atzei       | La paura che ho di perderti  |         |         | N.D.    |         |
| Coez               | Siamo morti insieme          |         |         | N.D.    |         |
| Alessandro Casillo | Io scelgo te                 |         |         | N.D.    | N.D.    |
| Paolo Simoni       | Ettore                       | N.D.    |         |         | N.D.    |
| Renzo Rubino       | Pop                          |         | N.D.    |         | N.D.    |

Vincitori delle singole puntate
- Puntata 1: Clementino - 'O vient
- Puntata 2: Greta - L'estate
- Puntata 3: Antonio Maggio - Anche il tempo può aspettare
- Puntata 4 - Vincitore assoluto: Clementino - 'O vient

## Big
| Artista              | Esibizione                                        | Puntate | Puntate | Puntate | Puntate |
| Artista              | Esibizione                                        | 1       | 2       | 3       | 4       |
| Moreno               | Che confusione e Sapore d'estate                  |         | N.D.    |         |         |
| Antonello Venditti   | Unica (Mio danno ed amore) e Dalla pelle al cuore | N.D.    |         | N.D.    |         |
| Emis Killa           | Parole di ghiaccio e Vampiri                      | N.D.    | N.D.    |         |         |
| Eros Ramazzotti      | Fino all'estasi (con Nicole Scherzinger)          |         | N.D.    | N.D.    |         |
| Fedez                | Alfonso Signorini (eroe nazionale)                |         | N.D.    | N.D.    |         |
| Marco Mengoni        | Pronto a correre e L'essenziale                   | N.D.    |         | N.D.    |         |
| Neffa                | Quando sorridi e Molto calmo                      | N.D.    | N.D.    |         |         |
| Nek                  | Congiunzione astrale                              | N.D.    |         | N.D.    |         |
| Gianna Nannini       | Indimenticabile e Scegli me                       |         | N.D.    |         | N.D.    |
| Guè                  | Bravo ragazzo e Tornare indietro (con Arlissa)    |         |         | N.D.    | N.D.    |
| Max Pezzali          | L'universo tranne noi                             |         |         | N.D.    | N.D.    |
| Modà                 | Gioia e Dimmelo                                   | N.D.    |         |         | N.D.    |
| Zucchero Fornaciari  | Nena e Guantanamera                               |         | N.D.    |         | N.D.    |
| Emma                 | Dimentico tutto                                   |         |         | N.D.    | N.D.    |
| Annalisa             | A modo mio amo                                    | N.D.    | N.D.    |         | N.D.    |
| Arianna              | Sexy People                                       | N.D.    | N.D.    |         | N.D.    |
| Arlissa              | Sticks and Stones                                 | N.D.    |         | N.D.    | N.D.    |
| Biagio Antonacci     | Non vivo più senza te e Insieme finire            | N.D.    |         | N.D.    | N.D.    |
| Cristiano De André   | Il vento soffierà                                 | N.D.    | N.D.    |         | N.D.    |
| Enrico Ruggeri       | Il capitano                                       | N.D.    | N.D.    |         | N.D.    |
| Fiorella Mannoia     | Io non ho paura                                   | N.D.    | N.D.    | N.D.    |         |
| Francesco De Gregori | Ragazza del '95                                   | N.D.    | N.D.    | N.D.    |         |
| Francesco Renga      | La tua bellezza                                   | N.D.    | N.D.    |         | N.D.    |
| Francesco Sarcina    | Tutta la notte                                    | N.D.    | N.D.    |         | N.D.    |
| Gabry Ponte          | Medley                                            | N.D.    | N.D.    |         | N.D.    |
| Giuliano Palma       | Come ieri                                         | N.D.    | N.D.    | N.D.    |         |
| Imany                | You Will Never Know                               | N.D.    | N.D.    |         | N.D.    |
| John Newman          | Love Me Again                                     | N.D.    | N.D.    | N.D.    |         |
| Marco Carta          | Fammi entrare                                     | N.D.    | N.D.    |         | N.D.    |
| Mario Biondi         | Deep Space                                        | N.D.    | N.D.    | N.D.    |         |
| Naughty Boy          | La La La                                          | N.D.    |         | N.D.    | N.D.    |
| Negrita              | La tua canzone                                    | N.D.    | N.D.    | N.D.    |         |
| Nesli                | Un bacio a te                                     | N.D.    |         | N.D.    | N.D.    |
| Ola                  | I'm in Love                                       |         | N.D.    | N.D.    | N.D.    |
| Pino Daniele         | Non si torna indietro                             |         | N.D.    | N.D.    | N.D.    |
| Pooh                 | Se c'è un posto nel tuo cuore                     | N.D.    | N.D.    | N.D.    |         |
| Raphael Gualazzi     | Don't Call My Name                                |         | N.D.    | N.D.    | N.D.    |
| Alex Britti          | Baciami (e portami a ballare)                     |         | N.D.    | N.D.    | N.D.    |
| Simona Molinari      | La felicità                                       | N.D.    | N.D.    | N.D.    |         |
| Simone Cristicchi    | La cosa più bella del mondo                       | N.D.    |         | N.D.    | N.D.    |
| Stadio               | Dall'altra parte dell'età                         | N.D.    |         | N.D.    | N.D.    |
| The 1975             | Chocolate                                         | N.D.    | N.D.    | N.D.    |         |
| The Wanted           | Walks like Rihanna                                | N.D.    |         | N.D.    | N.D.    |
| Pino il Pinguino     | ????                                              | N.D.    | N.D.    |         |         |

## Categoria Best DJ
- Puntata 1 - Giudice: Marco Mazzi

DJ Matrix - Voglio tornare negli anni '90 vs DJ Paki - I Love My Life
- Puntata 2 - Giudice: Marco Mazzi

DJ Paki - I Love My Life vs Salento Guys - Pompa la musica
- Puntata 3 - Giudice: Gabry Ponte

Salento Guys vs Dj Blaster

## Ascolti
| Puntata | Registrazione  | Messa in onda  | Telespettatori | Share  | Ospiti                                    | Comici                            |
| ------- | -------------- | -------------- | -------------- | ------ | ----------------------------------------- | --------------------------------- |
| 1       | 27 giugno 2013 | 4 luglio 2013  | 3 369 000      | 18,37% | Ola, Nicole Scherzinger                   | Angelo Pintus, Alberto Farina     |
| 2       | 28 giugno 2013 | 11 luglio 2013 | 3 097 000      | 16,89% | Arlissa, Naughty Boy, The Wanted          | Angelo Pintus, Alberto Farina     |
| 3       | 29 giugno 2013 | 18 luglio 2013 | 2 756 000      | 15,04% | Imany                                     | Fabrizio Casalino, Alberto Farina |
| 4       | 30 giugno 2013 | 25 luglio 2013 | 2 270 000      | 13,76% | John Newman, Nicole Scherzinger, The 1975 | Fabrizio Casalino, Andrea Pucci   |
| Media   | Media          | Media          | 2 874 000      | 16,02% |                                           |                                   |